# Bad 25 (film)
Pour l'album de Michael Jackson, voir Bad 25.
Pour plus de détails, voir Fiche technique et Distribution.
Bad 25 est un documentaire américain de Spike Lee sorti en 2012.

## Synopsis
À l'occasion des 25 ans de l'album Bad et de la sortie de l'album anniversaire Bad 25, ce documentaire revient sur les coulisses du septième album de Michael Jackson et sur le Bad World Tour.

## Fiche technique
- Titre original : Bad 25
- Réalisation : Spike Lee
- Photographie : Kerwin DeVonish
- Montage : Barry Alexander Brown
- Production : Antonio Reid, John Branca et John McClain
- Société de production : 40 Acres & A Mule Filmworks
- Distribution :

 États-Unis : ABC (TV)
- Genre : documentaire
- Durée : 123 minutes (Mostra de Venise 2012)
  - 131 minutes (Festival international du film de Toronto)
- Pays de production :  États-Unis
- Langue originale : anglais
- Format : Couleur 1.78:1
- Dates de sortie[1] :
  - Italie : 31 août 2012 (Mostra de Venise 2012)
  - Canada : 31 août 2012 (Festival international du film de Toronto)
  - USA : 19 octobre 2012
  - France : 22 juin 2014 (première diffusion sur Arte)

## Distribution
- Michael Jackson (images d'archives)
- Glen Ballard
- Jennifer Batten (images d'archives)
- Justin Bieber
- Jim Blashfield
- John Branca (VF : Guy Chapellier)
- Miko C. Brando
- Chris Brown
- Ollie E. Brown
- Gregg Burge (images d'archives)
- Mariah Carey
- Colin Chilvers
- Andraé Crouch
- Sheryl Crow
- Jeffrey Daniel (VF : Thierry Desroses)
- Matt Forger
- Siedah Garrett
- Nelson George
- Cee Lo Green
- Andre Harrell
- Jerry Hey
- Whitney Houston (images d'archives)
- Jermaine Jackson (images d'archives)
- Quincy Jones
- Jerry Kramer
- Karen Langford
- Nelson Mandela (images d'archives)
- Vincent Paterson (VF : Éric Legrand)
- Greg Phillinganes (VF : Thierry Desroses)
- Richard Price
- Diana Spencer (images d'archives)
- Joe Pytka
- Usher
- Antonio Reid
- Seth Riggs
- John Robinson
- Thelma Schoonmaker
- Martin Scorsese
- Danyel Smith
- Larry Stessel
- Steve Stevens (VF : Éric Legrand)
- Bruce Swedien
- Ahmir-Khalib « Questlove » Thompson
- Tatiana Thumbtzen
- Will Vinton
- Joe Vogel
- Kanye West
- Walter Yetnikoff